# Premio Aujourd'hui
Il premio Aujourd'hui (nell'originale francese prix Aujourd'hui) è un premio letterario francese istituito nel 1962, viene assegnato ogni anno ad un libro storico o politico sul periodo contemporaneo. La regola importante, anche se l'autore del libro è francese o straniero, il suo lavoro deve essere stato pubblicato in Francia e in francese (lingua originale o traduzione).
La giuria è composta da giornalisti ed è presieduta da Jean Ferniot. 

## Albo d'oro

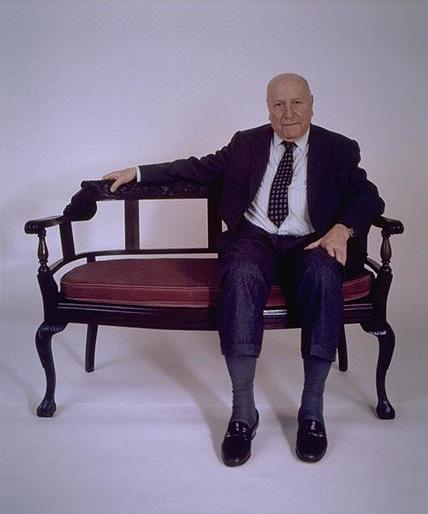
Jean-François Revel vincitore del premio nel 1983

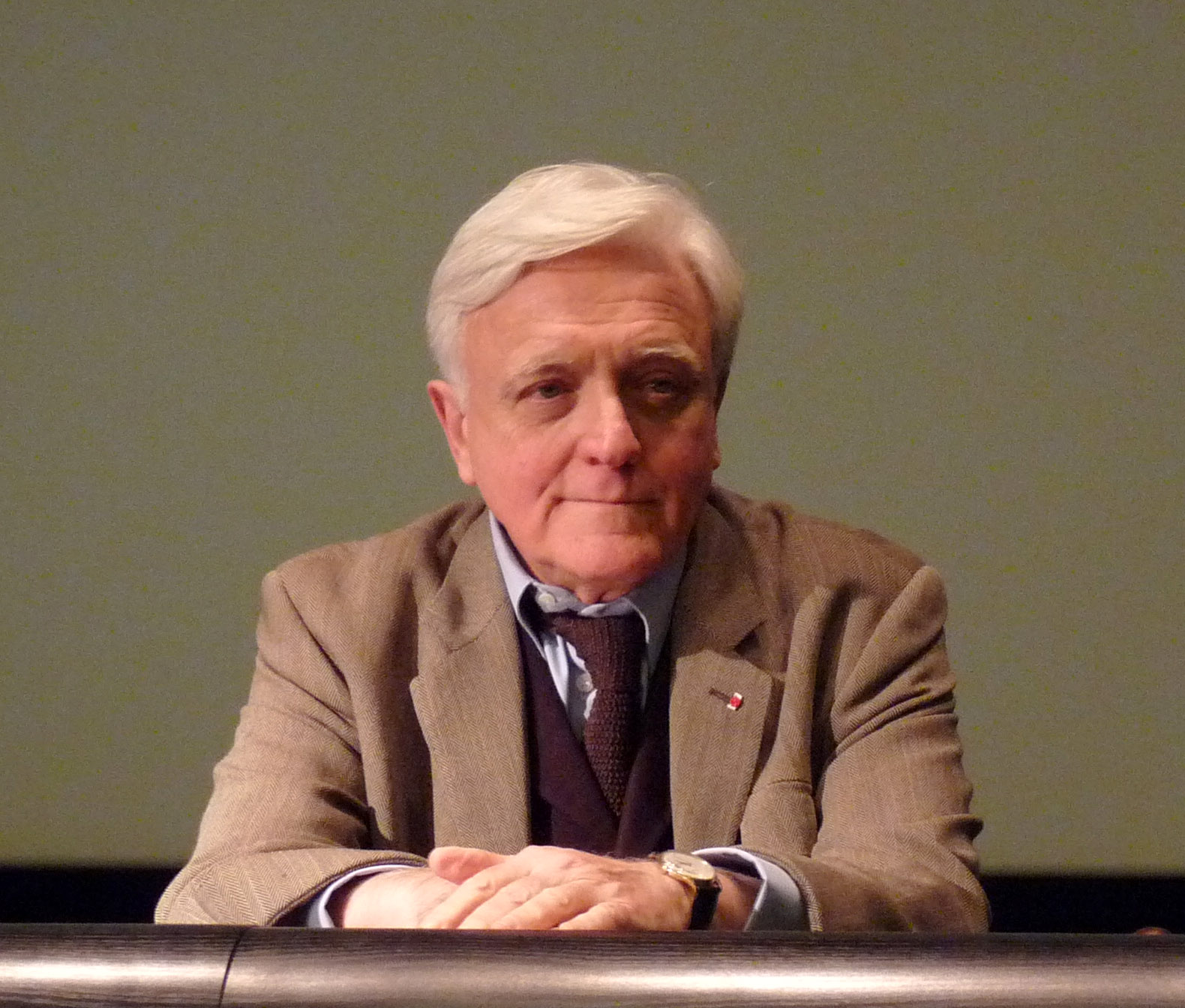
Elie Barnavi vincitore del premio nel 2007

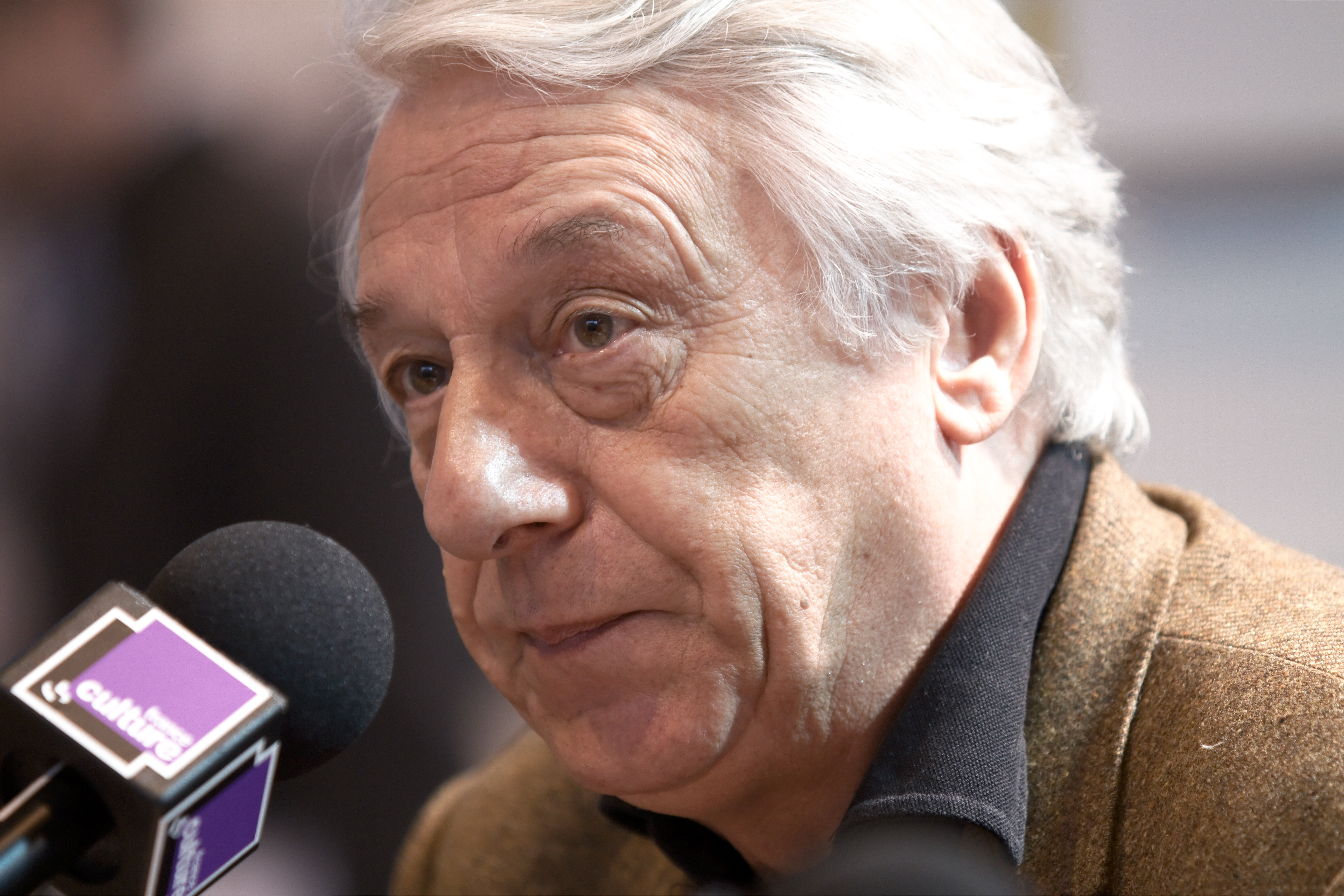
Michel Winock vincitore del premio nel 2008

- 1962 - Gilles Perrault, Les Parachutistes, Seuil.
- 1963 - Jacques Delarue, Histoire de la Gestapo, Fayard.
- 1964 - Eugène Mannoni, Moi, Général de Gaulle, Seuil.
- 1965 - Lucien Bodard, L'Humiliation, Gallimard.
- 1966 - Pierre Rouanet, Mendès-France au pouvoir, Laffont.
- 1967 - Claude Lévy e Paul Tillard, La Grande Rafle du Vel d'Hiv, Laffont.
- 1968 - Claude Julien, L'Empire américain, Grasset.
- 1969 - Artur London, L'Aveu, Gallimard.
- 1970 - Jacques Derogy, La Loi du retour, Fayard.
- 1971 - Pierre Viansson-Ponté, Histoire de la République Gaullienne, Fayard.
- 1972 - Jean Mauriac, Mort du général de Gaulle, Grasset.
- 1973 - Jean Lacouture, Malraux. Une vie dans le siècle, Gallimard.
- 1974 - Michel Jobert, Mémoires d'avenir, Grasset.
- 1975 - Pierre-Jakez Hélias, Le cheval d'orgueil. Mémoires d'un breton du pays bigouden, Plon.
- 1976 - Marek Halter, Le fou et les rois, Albin Michel.
- 1977 - Franz-Olivier Giesbert, François Mitterrand ou la Tentation de l'Histoire, Seuil.
- 1978 - Hélène Carrère d'Encausse, L'Empire éclaté, Flammarion.
- 1979 - Jean Daniel, L'Ère des ruptures, Grasset.
- 1980 - Maurice Schumann, Un certain 18 juin, Plon.
- 1981 - Raymond Aron, Le spectateur engagé. Entretiens avec Jean-Louis Missika et Dominique Wolton, Julliard.
- 1982 - Michel Albert, Le Paris français, Seuil.
- 1983 - Jean-François Revel, Comment les démocraties finissent, Grasset.
- 1984 - Catherine Nay, Le Noir et le Rouge, Grasset.
- 1985 - François de Closets, Tous ensemble, Seuil.
- 1986 - Robert Guillain, Orient Extrême, Arléa-Seuil.
- 1987 - Alain Minc, La Machine égalitaire, Grasset.
- 1988 - Philippe Alexandre, Paysages de campagne, Grasset.
- 1989 - Didier Éribon, Michel Foucault, Flammarion.
- 1990 - Georges Valance, Le Retour de Bismarck, Flammarion.
- 1991 - Jean-Claude Barreau, De l'Islam en général et du monde moderne en particulier, Le Pré-aux-Clercs.
- 1992 - Pierre Lellouche, Le nouveau monde. De l'ordre de Yalta au désordre des nations, Grasset.
- 1993 - Milan Kundera, Les Testaments trahis, Gallimard.
- 1994 - Alain Peyrefitte, C'était De Gaulle, tome 1, Fayard.
- 1995 - François Furet, Le Passé d'une illusion|Le passé d'une illusion. Essai sur l'idée communiste au XXe siècle, Robert Laffont.
- 1996 - Régis Debray, Loués soient nos seigneurs, Gallimard.
- 1997 - Henri Amouroux, Pour en finir avec Vichy 1. Les oublis de la mémoire 1940, Laffont.
- 1998 - George Steiner, Errata, récit d'une pensée, Gallimard.
- 1999 - Alain Finkielkraut, L'ingratitude, Gallimard.
- 2000 - René Rémond, Le christianisme en accusation, Desclée de Brouwer.
- 2001 - Bernard-Henri Lévy, Réflexions sur la Guerre, le Mal et la fin de l'histoire
- 2002 - Philippe Roger, L'Ennemi américain : Généalogie de l'antiaméricanisme français, Seuil.
- 2003 - René Girard, Les origines de la culture, Desclée de Brouwer.
- 2004 - Érik Izraelewicz, Quand la Chine change le monde, Grasset.
- 2005-06 - Luc Ferry, Apprendre à vivre : Traité de philosophie à l'usage des jeunes générations, Plon.
- 2007 - Elie Barnavi, Les religions meurtrières , Flammarion.
- 2008 - Michel Winock, Clemenceau  , Perrin.
- 2009[1] - Shlomo Sand, Comment le peuple juif fut inventé , Fayard.
- 2010[2] - Édouard Balladur, Le pouvoir ne se partage pas , Fayard.
- 2011[3] - Raphaëlle Bacqué, Le Dernier Mort de Mitterrand, Grasset.
- 2012 - Christophe Bataille e Rithy Panh, L'éliminat, Grasset.
- 2013 - David Van Reybrouck, Congo. Une histoire, Actes Sud.
- 2014 - Christopher Clark, Les Somnambules : Été 1914 : Comment l'Europe a marché vers la guerre, Flammarion.
- 2015 - Mona Ozouf, De Révolution en République. Les chemins de la France , Gallimard.
- 2016 - Jean Birnbaum, Un silence religieux : la gauche face au djihadisme, Seuil.
- 2017 - Patrick Boucheron, Histoire mondiale de la France, Seuil.
- 2018 - Thierry Wolton, Une Histoire mondiale du communisme, tome 3, Les Complices, Grasset.
- 2019 - Amin Maalouf, Le naufrage des civilisations, Grasset.
- 2020 - Alice Ekman, Rouge vif - L'idéal communiste chinois, Éditions de l'Observatoire
- 2021 - Gérald Bronner, Apocalypse cognitive, PUF[4]
- 2022 - Emmanuel Carrère, V13, P.O.L.[5]
- 2023 - Jérôme Fourquet, La France d'après, Seuil.[6]
- 2024 - François Lecointre, Entre Guerres, Gallimard.[7]